# Mexicali (đô thị)
Mexicali là một đô thị thuộc bang Baja California, México. Năm 2005, dân số của đô thị này là 855962 người.